# 겐나디 킴
겐나디 킴(러시아어: Геннадий Ким, 1946년 9월 17일~)은 카자흐스탄의 기타 연주자이자, 작곡가, 지휘자, 음악 교사이다.